# Skilanglauf-Nor-Am-Cup 2016/17
Der Skilanglauf-Nor-Am-Cup 2016/17 war eine von der FIS organisierte Wettkampfserie, die zum Unterbau des Skilanglauf-Weltcups 2016/17 gehörte. Er begann am 10. Dezember 2016 in Vernon und endete mit den Kanadischen Meisterschaften im Skilanglauf 2017 am 25. März 2017 in Canmore.  Die Gesamtwertung der Männer gewann Russell Kennedy und bei den Frauen Chelsea Holmes.

## Männer

### Resultate
| 1. Nor-Am-Cup in Vernon, 10. und 11. Dezember 2016 | 1. Nor-Am-Cup in Vernon, 10. und 11. Dezember 2016 | 1. Nor-Am-Cup in Vernon, 10. und 11. Dezember 2016 | 1. Nor-Am-Cup in Vernon, 10. und 11. Dezember 2016 | 1. Nor-Am-Cup in Vernon, 10. und 11. Dezember 2016 |
| -------------------------------------------------- | -------------------------------------------------- | -------------------------------------------------- | -------------------------------------------------- | -------------------------------------------------- |
| Datum                                              | Disziplin                                          | Erster Platz                                       | Zweiter Platz                                      | Dritter Platz                                      |
| 10. Dezember 2016                                  | Sprint klassisch                                   | Reese Hanneman                                     | Cole Morgan                                        | Benjamin Saxton                                    |
| 11. Dezember 2016                                  | 15 km Freistil                                     | Scott Patterson                                    | Matthew Phillip Gelso                              | Tad Elliott                                        |

| 2. Nor-Am-Cup und Minitour in Rossland, 16. bis 18. Dezember 2016 | 2. Nor-Am-Cup und Minitour in Rossland, 16. bis 18. Dezember 2016 | 2. Nor-Am-Cup und Minitour in Rossland, 16. bis 18. Dezember 2016 | 2. Nor-Am-Cup und Minitour in Rossland, 16. bis 18. Dezember 2016 | 2. Nor-Am-Cup und Minitour in Rossland, 16. bis 18. Dezember 2016 |
| ----------------------------------------------------------------- | ----------------------------------------------------------------- | ----------------------------------------------------------------- | ----------------------------------------------------------------- | ----------------------------------------------------------------- |
| Datum                                                             | Disziplin                                                         | Erster Platz                                                      | Zweiter Platz                                                     | Dritter Platz                                                     |
| 16. Dezember 2016                                                 | 15 km Freistil                                                    | Evan Palmer-Charrette                                             | Russell Kennedy                                                   | Erik Carleton                                                     |
| 17. Dezember 2016                                                 | Sprint Freistil                                                   | Andrew Newell                                                     | Julien Locke                                                      | Evan Palmer-Charrette                                             |
| 18. Dezember 2016                                                 | 15 km klassisch Verfolgung                                        | Alexis Dumas                                                      | Jack Caryle                                                       | Erik Carleton                                                     |
| 16.–18. Dezember 2016                                             | Gesamtwertung Minitour                                            | Evan Palmer-Charrette                                             | Alexis Dumas                                                      | Jack Caryle                                                       |

| 3. Nor-Am-Cup und US-amerikanische Meisterschaften in Soldier Hollow, 7. bis 10. Januar 2017 | 3. Nor-Am-Cup und US-amerikanische Meisterschaften in Soldier Hollow, 7. bis 10. Januar 2017 | 3. Nor-Am-Cup und US-amerikanische Meisterschaften in Soldier Hollow, 7. bis 10. Januar 2017 | 3. Nor-Am-Cup und US-amerikanische Meisterschaften in Soldier Hollow, 7. bis 10. Januar 2017 | 3. Nor-Am-Cup und US-amerikanische Meisterschaften in Soldier Hollow, 7. bis 10. Januar 2017 |
| -------------------------------------------------------------------------------------------- | -------------------------------------------------------------------------------------------- | -------------------------------------------------------------------------------------------- | -------------------------------------------------------------------------------------------- | -------------------------------------------------------------------------------------------- |
| Datum                                                                                        | Disziplin                                                                                    | Erster Platz                                                                                 | Zweiter Platz                                                                                | Dritter Platz                                                                                |
| 7. Januar 2017                                                                               | 15 km Freistil                                                                               | Kyle Bratrud                                                                                 | Tad Elliott                                                                                  | Moritz Madlener                                                                              |
| 8. Januar 2017                                                                               | Sprint klassisch                                                                             | Kevin Bolger                                                                                 | Moritz Madlener                                                                              | Jesse Cockney                                                                                |
| 10. Januar 2017                                                                              | 30 km klassisch Mst.                                                                         | Benjamin Lustgarten                                                                          | David Norris                                                                                 | Kris Freeman                                                                                 |

| 4. Nor-Am-Cup in Whistler, 20. und 21. Januar 2017 | 4. Nor-Am-Cup in Whistler, 20. und 21. Januar 2017 | 4. Nor-Am-Cup in Whistler, 20. und 21. Januar 2017 | 4. Nor-Am-Cup in Whistler, 20. und 21. Januar 2017 | 4. Nor-Am-Cup in Whistler, 20. und 21. Januar 2017 |
| -------------------------------------------------- | -------------------------------------------------- | -------------------------------------------------- | -------------------------------------------------- | -------------------------------------------------- |
| Datum                                              | Disziplin                                          | Erster Platz                                       | Zweiter Platz                                      | Dritter Platz                                      |
| 20. Januar 2017                                    | Sprint Freistil                                    | Jesse Cockney                                      | Julien Locke                                       | Dominique Moncion-Groulx                           |
| 21. Januar 2017                                    | 15 km klassisch                                    | Andy Shields                                       | Jesse Cockney                                      | Evan Palmer-Charrette                              |

| 5. Nor-Am-Cup und Minitour in Cantley, 3. bis 5. Februar 2017 | 5. Nor-Am-Cup und Minitour in Cantley, 3. bis 5. Februar 2017 | 5. Nor-Am-Cup und Minitour in Cantley, 3. bis 5. Februar 2017 | 5. Nor-Am-Cup und Minitour in Cantley, 3. bis 5. Februar 2017 | 5. Nor-Am-Cup und Minitour in Cantley, 3. bis 5. Februar 2017 |
| ------------------------------------------------------------- | ------------------------------------------------------------- | ------------------------------------------------------------- | ------------------------------------------------------------- | ------------------------------------------------------------- |
| Datum                                                         | Disziplin                                                     | Erster Platz                                                  | Zweiter Platz                                                 | Dritter Platz                                                 |
| 3. Februar 2017                                               | Sprint klassisch                                              | Dominique Moncion-Groulx                                      | Angus Foster                                                  | Russell Kennedy                                               |
| 4. Februar 2017                                               | 15 km klassisch                                               | Andy Shields                                                  | Ricardo Izquirdo-Bernier                                      | Russell Kennedy                                               |
| 5. Februar 2017                                               | 20 km Freistil Verfolgung                                     | Russell Kennedy                                               | Jack Caryle                                                   | David Palmer                                                  |
| 3.–5. Februar 2017                                            | Gesamtwertung Minitour                                        | Russell Kennedy                                               | Andy Shields                                                  | Dominique Moncion-Groulx                                      |

| 6. Nor-Am-Cup in Canmore, 19. bis 25. März 2017 | 6. Nor-Am-Cup in Canmore, 19. bis 25. März 2017 | 6. Nor-Am-Cup in Canmore, 19. bis 25. März 2017 | 6. Nor-Am-Cup in Canmore, 19. bis 25. März 2017 | 6. Nor-Am-Cup in Canmore, 19. bis 25. März 2017 |
| ----------------------------------------------- | ----------------------------------------------- | ----------------------------------------------- | ----------------------------------------------- | ----------------------------------------------- |
| Datum                                           | Disziplin                                       | Erster Platz                                    | Zweiter Platz                                   | Dritter Platz                                   |
| 19. März 2017                                   | 10 km Freistil                                  | Moritz Madlener                                 | Graham Nishikawa                                | Eivind Romberg Kvaale                           |
| 21. März 2017                                   | 15 km klassisch                                 | Devon Kershaw                                   | Dag Frode Trollebø                              | Moritz Madlener                                 |
| 22. März 2017                                   | Sprint Freistil                                 | Moritz Madlener                                 | Dag Frode Trollebø                              | Evan Palmer-Charrette                           |
| 25. März 2017                                   | 50 km Freistil Mst.                             | Graeme Killick                                  | Andy Shields                                    | Michael Somppi                                  |

### Gesamtwertung Männer
| Rang | Name                     | Punkte |
| ---- | ------------------------ | ------ |
| 01   | Russell Kennedy          | 627    |
| 02   | Evan Palmer-Charrette    | 548    |
| 03   | Andy Shields             | 532    |
| 04   | Jack Caryle              | 489    |
| 05   | Moritz Madlener          | 486    |
| 06   | Dominique Moncion-Groulx | 403    |
| 07   | Michael Somppi           | 377    |
| 08   | Erik Carleton            | 311    |
| 09   | Ricardo Izquirdo-Bernier | 305    |
| 010. | David Palmer             | 273    |
| 011. | Jesse Cockney            | 268    |
| 012. | Alexis Dumas             | 266    |
| 013. | Bob Thompson             | 250    |
| 014. | Julien Locke             | 229    |
| 015. | Joey Foster              | 217    |
| 016. | Graham Nishikawa         | 207    |
| 017. | Andrew Newell            | 202    |
| 017. | Antoine Briand           | 202    |
| 019. | Benjamin Lustgarten      | 195    |
| 019. | Gareth Williams          | 179    |

| Rang | Name                  | Punkte |
| ---- | --------------------- | ------ |
| 021. | Olivier Hamel         | 178    |
| 022. | Zachary Cristofanilli | 177    |
| 023. | Scott Patterson       | 176    |
| 024. | Patrick Stewart-Jones | 168    |
| 024. | Dag Frode Trollebø    | 167    |
| 026. | Angus Foster          | 162    |
| 027. | Ty Godfrey            | 162    |
| 027. | Graeme Killick        | 150    |
| 029. | Reed Godfrey          | 149    |
| 030. | Tad Elliott           | 144    |
| 030. | Patrick Caldwell      | 144    |
| 032. | Eivind Romberg Kvaale | 142    |
| 033. | Julien Lamoureux      | 138    |
| 034. | Rogan Brown           | 134    |
| 035. | Kyle Bratrud          | 132    |
| 036. | Matthew Phillip Gelso | 131    |
| 037. | John Hegman           | 130    |
| 038. | Philippe Boucher      | 128    |
| 039. | Brian Gregg           | 127    |
| 040. | Antoine Hébert        | 124    |

| Rang | Name                        | Punkte |
| ---- | --------------------------- | ------ |
| 041. | Kris Freeman                | 120    |
| 042. | Kevin Bolger                | 116    |
| 042. | Knute Johnsgaard            | 116    |
| 044. | Yannick Lapierre            | 115    |
| 044. | Cole Morgan                 | 115    |
| 046. | Simon Lapointe              | 114    |
| 047. | David Norris                | 111    |
| 047. | Scott James Hill            | 111    |
| 049. | Samuel Greer                | 106    |
| 050. | Étienne Hébert              | 105    |
| 051. | Reese Hanneman              | 100    |
| 051. | Devon Kershaw               | 100    |
| 053. | Caelan McLean               | 96     |
| 054. | Sebastian Böhmler-Dandurand | 95     |
| 055. | Graham Ritchie              | 94     |
| 056. | Benjamin Saxton             | 89     |
| 056. | Julian Smith                | 89     |
| 058. | Callan Deline               | 83     |
| 059. | Thomas Hardy                | 78     |
| 060. | Alex McDonald               | 76     |

## Frauen

### Resultate
| 1. Nor-Am-Cup in Vernon, 10. und 11. Dezember 2016 | 1. Nor-Am-Cup in Vernon, 10. und 11. Dezember 2016 | 1. Nor-Am-Cup in Vernon, 10. und 11. Dezember 2016 | 1. Nor-Am-Cup in Vernon, 10. und 11. Dezember 2016 | 1. Nor-Am-Cup in Vernon, 10. und 11. Dezember 2016 |
| -------------------------------------------------- | -------------------------------------------------- | -------------------------------------------------- | -------------------------------------------------- | -------------------------------------------------- |
| Datum                                              | Disziplin                                          | Erster Platz                                       | Zweiter Platz                                      | Dritter Platz                                      |
| 10. Dezember 2016                                  | Sprint klassisch                                   | Julia Kern                                         | Elizabeth Guiney                                   | Kaitlynn Miller                                    |
| 11. Dezember 2016                                  | 10 km Freistil                                     | Chelsea Holmes                                     | Katharine Ogden                                    | Erika Flowers                                      |

| 2. Nor-Am-Cup und Minitour in Rossland, 16. bis 18. Dezember 2016 | 2. Nor-Am-Cup und Minitour in Rossland, 16. bis 18. Dezember 2016 | 2. Nor-Am-Cup und Minitour in Rossland, 16. bis 18. Dezember 2016 | 2. Nor-Am-Cup und Minitour in Rossland, 16. bis 18. Dezember 2016 | 2. Nor-Am-Cup und Minitour in Rossland, 16. bis 18. Dezember 2016 |
| ----------------------------------------------------------------- | ----------------------------------------------------------------- | ----------------------------------------------------------------- | ----------------------------------------------------------------- | ----------------------------------------------------------------- |
| Datum                                                             | Disziplin                                                         | Erster Platz                                                      | Zweiter Platz                                                     | Dritter Platz                                                     |
| 16. Dezember 2016                                                 | 10 km Freistil                                                    | Chelsea Holmes                                                    | Erika Flowers                                                     | Olivia Bouffard-Nesbitt                                           |
| 17. Dezember 2016                                                 | Sprint Freistil                                                   | Erika Flowers                                                     | Olivia Bouffard-Nesbitt                                           | Katherine Stewart-Jones                                           |
| 18. Dezember 2016                                                 | 10 km klassisch Verfolgung                                        | Katherine Stewart-Jones                                           | Chelsea Holmes                                                    | Erika Flowers                                                     |
| 16.–18. Dezember 2016                                             | Gesamtwertung Minitour                                            | Chelsea Holmes                                                    | Erika Flowers                                                     | Olivia Bouffard-Nesbitt                                           |

| 3. Nor-Am-Cup und US-amerikanische Meisterschaften in Soldier Hollow, 7. bis 10. Januar 2017 | 3. Nor-Am-Cup und US-amerikanische Meisterschaften in Soldier Hollow, 7. bis 10. Januar 2017 | 3. Nor-Am-Cup und US-amerikanische Meisterschaften in Soldier Hollow, 7. bis 10. Januar 2017 | 3. Nor-Am-Cup und US-amerikanische Meisterschaften in Soldier Hollow, 7. bis 10. Januar 2017 | 3. Nor-Am-Cup und US-amerikanische Meisterschaften in Soldier Hollow, 7. bis 10. Januar 2017 |
| -------------------------------------------------------------------------------------------- | -------------------------------------------------------------------------------------------- | -------------------------------------------------------------------------------------------- | -------------------------------------------------------------------------------------------- | -------------------------------------------------------------------------------------------- |
| Datum                                                                                        | Disziplin                                                                                    | Erster Platz                                                                                 | Zweiter Platz                                                                                | Dritter Platz                                                                                |
| 7. Januar 2017                                                                               | 10 km Freistil                                                                               | Caitlin Gregg                                                                                | Chelsea Holmes                                                                               | Caitlin Patterson                                                                            |
| 8. Januar 2017                                                                               | Sprint klassisch                                                                             | Jennie Bender                                                                                | Rebecca Rorabaugh                                                                            | Kaitlynn Miller                                                                              |
| 10. Januar 2017                                                                              | 20 km klassisch Mst.                                                                         | Chelsea Holmes                                                                               | Katharine Ogden                                                                              | Caitlin Patterson                                                                            |

| 4. Nor-Am-Cup in Whistler, 20. und 21. Januar 2017 | 4. Nor-Am-Cup in Whistler, 20. und 21. Januar 2017 | 4. Nor-Am-Cup in Whistler, 20. und 21. Januar 2017 | 4. Nor-Am-Cup in Whistler, 20. und 21. Januar 2017 | 4. Nor-Am-Cup in Whistler, 20. und 21. Januar 2017 |
| -------------------------------------------------- | -------------------------------------------------- | -------------------------------------------------- | -------------------------------------------------- | -------------------------------------------------- |
| Datum                                              | Disziplin                                          | Erster Platz                                       | Zweiter Platz                                      | Dritter Platz                                      |
| 20. Januar 2017                                    | Sprint Freistil                                    | Dahria Beatty                                      | Olivia Bouffard-Nesbitt                            | Katherine Stewart-Jones                            |
| 21. Januar 2017                                    | 10 km klassisch                                    | Emily Nishikawa                                    | Dahria Beatty                                      | Maya MacIsaac-Jones                                |

| 5. Nor-Am-Cup und Minitour in Cantley, 3. bis 5. Februar 2017 | 5. Nor-Am-Cup und Minitour in Cantley, 3. bis 5. Februar 2017 | 5. Nor-Am-Cup und Minitour in Cantley, 3. bis 5. Februar 2017 | 5. Nor-Am-Cup und Minitour in Cantley, 3. bis 5. Februar 2017 | 5. Nor-Am-Cup und Minitour in Cantley, 3. bis 5. Februar 2017 |
| ------------------------------------------------------------- | ------------------------------------------------------------- | ------------------------------------------------------------- | ------------------------------------------------------------- | ------------------------------------------------------------- |
| Datum                                                         | Disziplin                                                     | Erster Platz                                                  | Zweiter Platz                                                 | Dritter Platz                                                 |
| 3. Februar 2017                                               | Sprint klassisch                                              | Maya MacIsaac-Jones                                           | Sophie Carrier-Laforte                                        | Anne Hart                                                     |
| 4. Februar 2017                                               | 10 km klassisch                                               | Anne Hart                                                     | Sophie Carrier-Laforte                                        | Maya MacIsaac-Jones                                           |
| 5. Februar 2017                                               | 15 km Freistil Verfolgung                                     | Anne Hart                                                     | Maya MacIsaac-Jones                                           | Jaqueline Mourão                                              |
| 3.–5. Februar 2017                                            | Gesamtwertung Minitour                                        | Anne Hart                                                     | Maya MacIsaac-Jones                                           | Sophie Carrier-Laforte                                        |

| 6. Nor-Am-Cup in Canmore, 19. bis 25. März 2017 | 6. Nor-Am-Cup in Canmore, 19. bis 25. März 2017 | 6. Nor-Am-Cup in Canmore, 19. bis 25. März 2017 | 6. Nor-Am-Cup in Canmore, 19. bis 25. März 2017 | 6. Nor-Am-Cup in Canmore, 19. bis 25. März 2017 |
| ----------------------------------------------- | ----------------------------------------------- | ----------------------------------------------- | ----------------------------------------------- | ----------------------------------------------- |
| Datum                                           | Disziplin                                       | Erster Platz                                    | Zweiter Platz                                   | Dritter Platz                                   |
| 19. März 2017                                   | 5 km Freistil                                   | Jennifer Jackson                                | Deedra Irwin                                    | Kelsey Phinney                                  |
| 21. März 2017                                   | 10 km klassisch                                 | Emily Nishikawa                                 | Mary Rose                                       | Katherine Stewart-Jones                         |
| 22. März 2017                                   | Sprint klassisch                                | Emily Nishikawa                                 | Dahria Beatty                                   | Katherine Stewart-Jones                         |
| 25. März 2017                                   | 30 km Freistil Mst.                             | Emily Nishikawa                                 | Frederique Vezina                               | Andrea Dupont                                   |

### Gesamtwertung Frauen
| Rang | Name                    | Punkte |
| ---- | ----------------------- | ------ |
| 01   | Chelsea Holmes          | 639    |
| 02   | Katherine Stewart-Jones | 562    |
| 03   | Emily Nishikawa         | 529    |
| 04   | Maya MacIsaac-Jones     | 496    |
| 05   | Anne Hart               | 491    |
| 06   | Erika Flowers           | 480    |
| 07   | Olivia Bouffard-Nesbitt | 435    |
| 08   | Andrea Dupont           | 404    |
| 09   | Dahria Beatty           | 356    |
| 010  | Frederique Vezina       | 349    |
| 011  | Sophie Carrier-Laforte  | 327    |
| 012. | Jennifer Jackson        | 301    |
| 013. | Hannah Mehain           | 266    |
| 014. | Jaqueline Mourão        | 245    |

| Rang | Name              | Punkte |
| ---- | ----------------- | ------ |
| 015. | Annika Richardson | 238    |
| 016. | Mary Rose         | 229    |
| 017. | Rebecca Rorabaugh | 221    |
| 017. | Brandy Stewart    | 221    |
| 019. | Annika Hicks      | 219    |
| 020. | Katharine Ogden   | 210    |
| 021. | Katherine Weaver  | 209    |
| 022. | Alannah MacLean   | 196    |
| 023. | Jenie Bender      | 192    |
| 024. | Kaitlynn Miller   | 179    |
| 025. | Madison Fraser    | 175    |
| 026. | Deedra Irwin      | 174    |
| 027. | Elizabeth Guiney  | 164    |
| 028. | Caitlin Gregg     | 163    |

| Rang | Name                     | Punkte |
| ---- | ------------------------ | ------ |
| 029. | Julia Kern               | 162    |
| 030. | Sadie White              | 152    |
| 031. | Rosie Frankowski         | 148    |
| 032. | Delphine Duvernay Tardif | 146    |
| 033. | Caitlin Patterson        | 140    |
| 034. | Zoe Williams             | 136    |
| 035. | Mathilde-Amivi Petitjean | 130    |
| 036. | Annie Pokorny            | 123    |
| 037. | Laura Leclair            | 112    |
| 038. | Laurence Dumais          | 109    |
| 039. | Catherine Reed-Metayer   | 108    |
| 040. | Mia Serratore            | 105    |